# محوطه رباط دیزباد
محوطه رباط دیزباد مربوط به دوران‌های تاریخی پس از اسلام است و در شهرستان مشهد، روستای دیزباد سفلی واقع شده و این اثر در تاریخ ۸ مرداد ۱۳۸۱ با شمارهٔ ثبت ۵۹۵۹ به‌عنوان یکی از آثار ملی ایران به ثبت رسیده است.